# Тигр II
Panzerkampfwagen VI Ausf. B, «Tiger II», или «Королевский тигр» (нем. «Königstiger») — немецкий тяжёлый танк заключительного периода Второй мировой войны. Производился серийно с января 1944 года по март 1945 года. Всего выпущено три опытных и 489 серийных танков.
Последний серийный тяжёлый танк нацистской Германии. Благодаря мощной 88-мм пушке был способен поражать в лобовой проекции все танки антигитлеровской коалиции периода Второй мировой войны на дистанциях более 2,5 км, что значительно превышало эффективную дальность стрельбы танковых пушек союзных войск. Толстые листы брони, расположенные под рациональными углами наклона, обеспечивали танку высокую защиту от большинства противотанковых средств того времени. Вместе с тем, высокий вес и недостаточная мощность двигателя обусловили невысокие ходовые качества и общую низкую надёжность «Тигра II».

## Обозначения и названия танка
В процессе разработки проекта, обозначение перспективной машины несколько раз менялось. Итоговая история изменения обозначения проекта танка при создании выглядела следующим образом:
- VK 45.02 (H) — присвоено 15 апреля 1942 года;
- Tiger II VK 45.02 (H) — 18 сентября 1942 года;
- Tiger III (VK 45.03) — 12 октября 1942 года;
- Henschel Tiger B — 8 января 1943 года;
- Tiger II VK 45.02 — 3 марта 1943 года;
- Pz.Kpfw. Tiger Ausf. B, Pz.Bef.Tiger Ausf. B — 2 июня 1943 года.

Серийный танк получил следующие обозначения и названия:
- по специальной немецкой классификации (см. «Классификация германской бронетехники периода Второй мировой войны») — Sd.Kfz.182;
- по армейской немецкой классификации — Panzerkampfwagen VI Ausf. B (PzKpfw VI Ausf. B, Pz.VI Ausf. B);
- «Tiger II» (применялось в армиях различных воюющих сторон как полуофициальное обозначение);
- «Королевский тигр» (неофициальное обозначение в армиях различных воюющих сторон, в частности, нем. Königstiger и англ. King Tiger, Royal Tiger);«По показаниям пленных новый немецкий тяжёлый танк „Тигр В“ в немецкой армии называется „Королевским тигром“. Однако в инструкциях и руководствах по обслуживанию танка, обнаруженных в захваченных танках, название „Королевский тигр“ не подтверждается.»[5]
- «Тигр-Б» (в ряде официальных советских документов 1940-х годов);
- «T-VIB» (в советской литературе).

## История разработки
После встречи войск вермахта с советскими танками КВ-1 и Т-34 в Германии были резко активизированы работы по созданию тяжёлого танка, результатом которых стало появление на полях сражений танка «Тигр».
Управления вооружений вермахта и лично Гитлер считали целесообразным иметь на вооружении танк, оснащённый мощной 88-мм пушкой Kw.K. 43 L/71, которую в силу её размеров и массы не удавалось разместить ни на одном из имевшихся танков.
Все эти факторы вылились в концепцию танка-истребителя, который должен иметь повышенную защиту и быть вооружённым мощным орудием. При этом считалось, что подвижностью машины можно пренебречь — предполагалось, что танк будет действовать в обороне, преимущественно из засад, и обстреливать противника с больших дистанций (более 2 — 2,5 км), что позволяла высококачественная немецкая прицельная оптика.

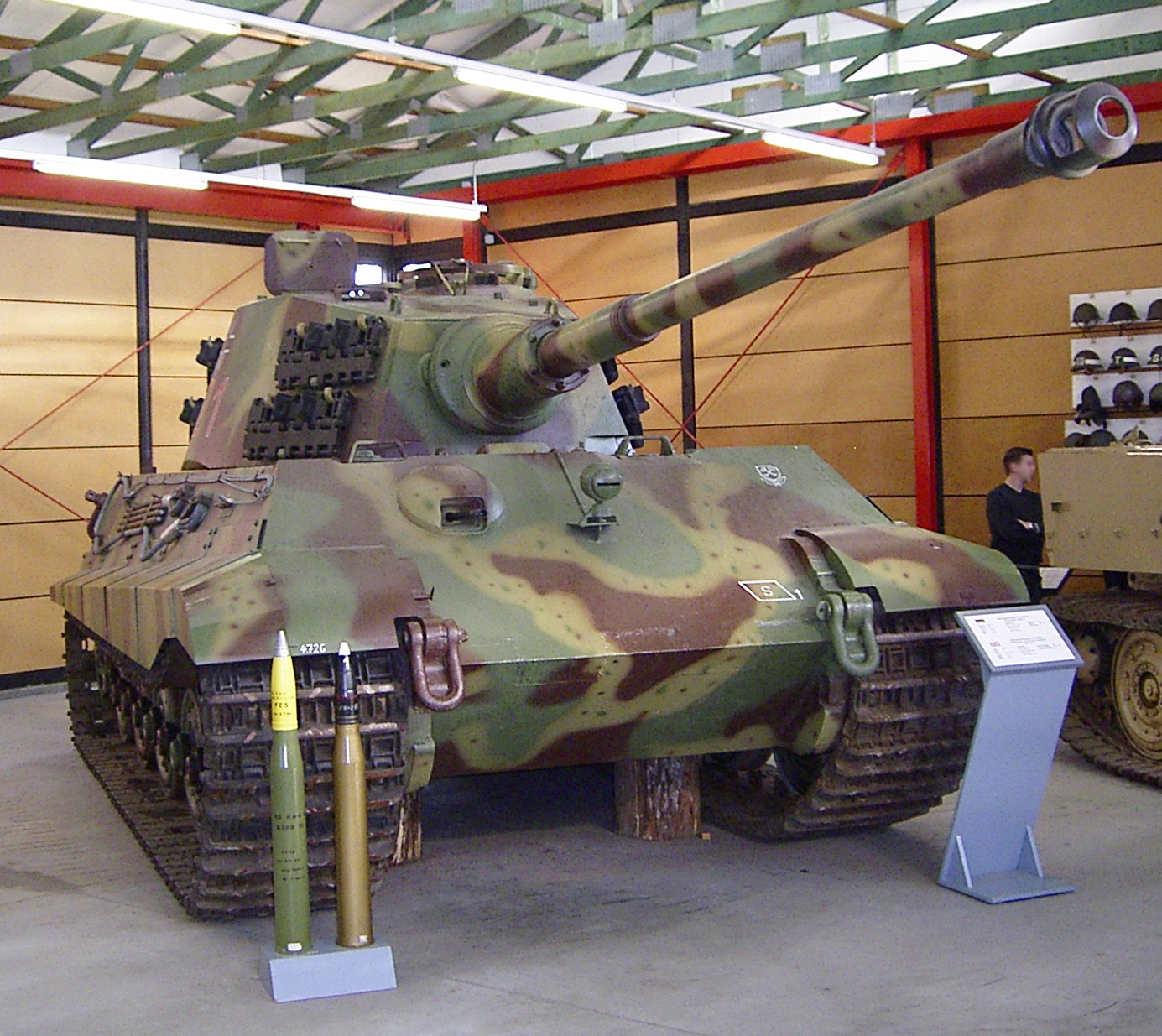
«Тигр II» в танковом музее в Мунстере

 В августе 1942 года фирмы «Nibelungenwerk» под руководством Фердинанда Порше и «Henschel», чьё конструкторское бюро возглавлял доктор Эрвин Адерс, получили техническое задание на танк с более толстой бронёй, чем у «Тигра», расположенной к тому же под большими углами наклона, по аналогии с Т-34. Вооружение танка должна была составлять 88-мм пушка KwK 43 L/71 с длиной ствола 71 калибр (как на истребителе танков «Фердинанд»).
Разрабатывая новый проект, Порше взял за основу свой отвергнутый ранее проект «Тигра» VK 45.01 (P) и постарался подогнать его под новое техническое задание. Оказалось, что новая 88-мм пушка с длиной ствола 71 калибр не влезала в имеющуюся башню от компании Krupp. Поэтому вскоре Порше забросил этот проект и разработал новый, получивший обозначение VK 45.02 (P). Поскольку в среде конструкторов господствовало убеждение, что на этот раз Порше выиграет соревнование с Адерсом, фирма «Krupp» начала разработку башни для танка Порше. К началу 1943 года альтернативный проект VK 45.02 (H) разработал и Адерс.
Однако по итогам испытаний прототип Порше вновь был отклонён. Основными причинами являлись сложная электрическая трансмиссия танка, требовавшая большого количества дефицитных материалов, и ненадёжный двигатель. Проект Адерса был одобрен, и в январе 1943 года контракт с фирмой «Хеншель» был подписан. Однако Адерсу предложили включить в свою машину некоторые удачные конструктивные решения, применённые фирмой MAN в разрабатывавшемся параллельно проекте танка «Пантера II». В первую очередь это было продиктовано желанием добиться определённой степени унификации этих машин. Проект танка пришлось несколько доработать, и этот процесс затянулся на полгода. В итоге второй проект фирмы «Хеншель» — VK 45.02 (H) — был готов к осени 1943 года, а в октябре был изготовлен его прототип.
Однако к этому моменту, когда проект Порше был отклонён, для его модели уже было изготовлено 50 башен. Башни Krupp Turm Nr.1-50 для танка Порше отличались обтекаемой формой и основанием командирской башенки, выступавшим за боковую стенку. Эти уже изготовленные башни было решено использовать для вооружения первых 3 прототипов и первых серийных 47 танков с корпусами Хеншеля. Таким образом, первые «Королевские тигры» всё-таки получили кое-что и от танка Порше. В дальнейшем (с июня 1944 года) танки оснащались новой башней Адерса упрощённой конфигурации, но с большей толщиной брони в спрямлённых лобовых деталях.

## Серийное производство
С фирмой Хеншель сначала был заключён контракт на производство трёх опытных экземпляров (V1, V2, V3), а затем в октябре 1943 года — на поставку ещё 176 танков. Первый опытный экземпляр V1 был собран в октябре и сдан заказчику в ноябре 1943 года, а первые три серийных танка закончили в январе 1944 года, и в июне начали поступать в танковые батальоны. Однако с осени на производство танков всё ощутимее стали влиять бомбардировки авиации противника. Тем не менее, до окончания производства в марте 1945 года было выпущено три прототипа (№ V1 — 3) и 489 серийных «Тигр II» (№ 280001 — 280489). На заводах Хеншеля удалось достичь высокого для такой крайне сложной в изготовлении машины темпа сборки — так, на пике производства, на сборку «Королевского тигра» от начала и до конца уходило 15 дней.
| График производства «Тигров II» |      |      |      |      |      |      |      |      |      |      |      |      |      |      |      |      |      |       |
| Год                             | 1943 | 1943 | 1944 | 1944 | 1944 | 1944 | 1944 | 1944 | 1944 | 1944 | 1944 | 1944 | 1944 | 1944 | 1945 | 1945 | 1945 | Всего |
| Месяц                           | 11   | 12   | 1    | 2    | 3    | 4    | 5    | 6    | 7    | 8    | 9    | 10   | 11   | 12   | 1    | 2    | 3    | Всего |
| Количество                      | 1*   | 2*   | 3    | 5    | 6    | 6    | 15   | 32   | 45   | 84   | 73   | 26   | 35   | 47   | 40   | 42   | 30   | 492   |

(★) Прототипы V1 — V3, три экземпляра машины изготовленные в ноябре-декабре 1943 года.
В процессе серийного производства конструкция танка претерпела незначительные изменения. Изменения касались главным образом установки усовершенствованного варианта орудия KwK 43 L/71, пушки KwK 43/III того же калибра и схожих характеристик, но более технологичной в производстве и имевшей ствол, состоявший из двух частей. Кроме того, пушка имела слегка видоизменённую маску. Также присутствовал ряд мелких усовершенствований бронирования силового отделения. Кроме того, танки отличались друг от друга способом крепления ЗИП на бортах.
К моменту сдачи союзникам Касселя и прекращения работы завода «Хеншель и сын АГ» в разной степени готовности находились ещё несколько усовершенствований для «Тигра II».
Непосредственно перед сдачей в стадии разработки находился проект усовершенствованной системы рулевого управления, которая при сохранении всех базовых характеристик позволила бы существенно упростить производство, а кроме того — добиться значительного увеличения крутящего момента. Необходимость в таком усовершенствовании была продиктована появлением нового двигателя «Майбах» объёмом 23 л и мощностью около 1000 л. с., который планировалось использовать на «Тигре II».
Предпринимались попытки адаптировать для танка различные двигатели других фирм, в частности — «Аргус», «Штейер-Даймлер-Пух» и «Клокнер-Гумбольд-Дойц верке». «Аргус» представил двигатель Н-образной формы, «Штейер-Даймлер-Пух» — V-образной, а «Клокнер-Гумбольд-Дойц верке» предложила использовать дизель. Фирма БМВ также представила свой вариант силовой установки, так называемый «БМВ-звёздообразный», однако его использование оказалось невозможным по причине нехватки места в моторном отсеке. С декабря 1944 года начался второй этап работы над проектом переоснащения «Тигра II» другим двигателем, который продолжался вплоть до поражения Рейха и не успел дать каких-либо реальных результатов.

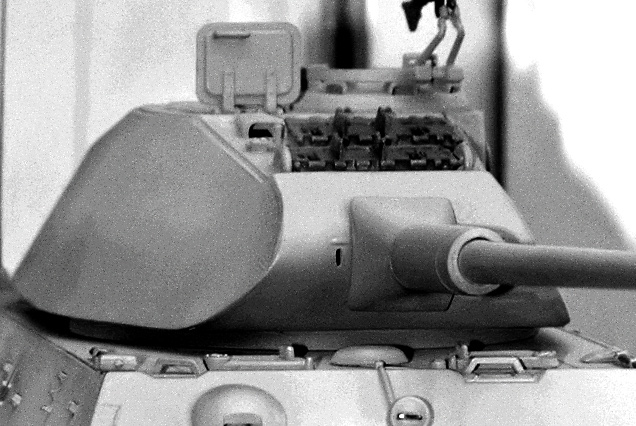
Башня Krupp Turm Nr.1-50

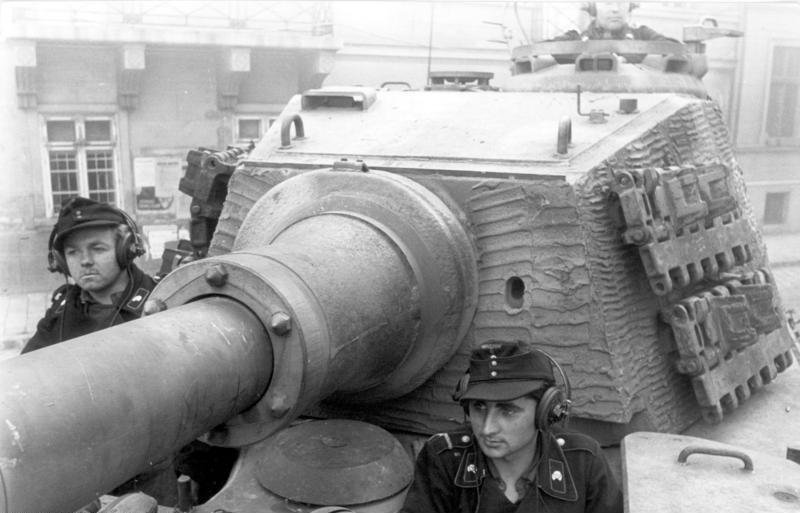
Серийная башня Krupp Serienturm

В том же 1943 году были начаты работы по разработке новой гидравлической трансмиссии для «Королевского тигра», также не вышедшие из стадии опытных конструкций.

## Модификации
Прототипы и 47 серийных танков (№ шасси 280001-280047) были выпущены с башнями Krupp Turm Nr.1-50, изготовленными для модели VK 45.02 (P) Порше, все последующие (№ 280048-280489) — с башнями Krupp Serienturm для VK 45.02 (H) Хеншеля.
10 танков (с башнями для крупносерийного производства) были переоборудованы в командирские танки (Panzerbefelhswagen Tiger II) двух типов (подробнее в разделе «Средства наблюдения и связи»):
- Sd.Kfz. 267 — командирские танки для связи в звене «полк — дивизия», с радиостанциями FuG 5 (штатной) и FuG 8, было переоборудовано пять машин.
- Sd.Kfz. 268 — командирские танки для связи в звене «рота — батальон», с радиостанциями FuG 5 (штатной) и FuG 7, было переоборудовано пять машин[11].

Из-за размещения дополнительных радиостанций, боекомплект на всех машинах был уменьшен до 63 выстрелов.

## Описание конструкции
«Тигр II» имел классическую компоновку (отделение управления — в лобовой, боевое — в средней, моторное — в кормовой части танка) с передним расположением трансмиссии. Танк имел круговое противоснарядное бронирование и пушечно-пулемётное (смешанное) вооружение с расположением артиллерийского вооружения в башне кругового вращения. Экипаж «Тигра II» состоял из пяти человек: механика-водителя и стрелка-радиста, находившихся в отделении управления, и командира, наводчика и заряжающего, размещавшихся в трёхместной башне.

### Броневой корпус и башня
По бронированию «Тигр II» является одним из самых защищённых серийных танков Второй мировой войны.

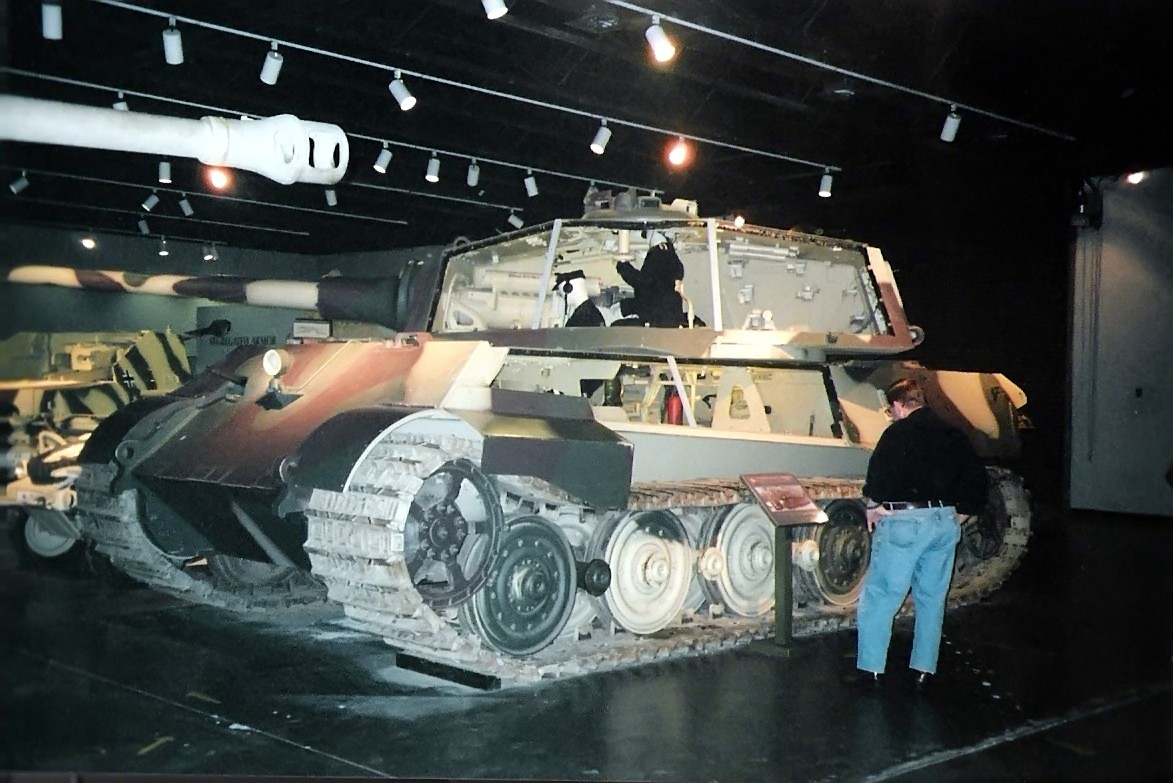
Разрезанный для демонстрационных целей «Тигр II» в музее Паттона

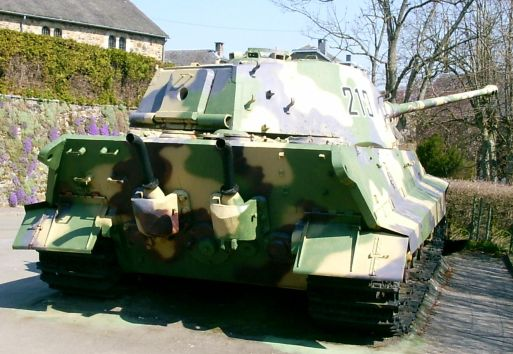
Корма танка «Тигр II» (машина из экспозиции военного музея в Ла-Глезе, Бельгия)

Корпус и башня танка выполнялись с использованием минимального количества бронеплит, что служило для усиления защищённости танка, так и упрощению процесса производства. Для изготовления корпуса использовались шесть бронеплит, при этом все броневые листы были сварены с использованием сложных способов их соединения (в шип, «ласточкин хвост» и др.). Использовалась высокоуглеродистая (0,44-0,50 % углерода) Cr-Mn-Mo катаная гомогенная стальная броня. Ввиду того, что к концу 1944 года с потерей месторождений цветных металлов немецкая промышленность испытывала затруднения в снабжении ими, содержание в ней легирующих элементов, в частности молибдена — было снижено, молибден был заменён ванадием. При этом молибден обеспечивал ударную вязкость стали, тогда как ванадий повышал её упругость.
В результате по живучести броня оказалась хуже в сравнении с бронёй «Тигра I» более ранних выпусков:
При лабораторном исследовании брони танка «Тигр-Б», проведённом в ЦНИИ-48, было, отмечено, что «заметно постепенное снижение количества молибдена (M) на немецких танках T-VI и T-V, и полное отсутствие в T-VIБ ... причину замены одного элемента (M) другим (V — ванадием) надо, очевидно, искать в истощении имевшихся запасов и потерь баз, снабжавших Германию молибденом. ...Характерным для брони «Тигра-Б» является малая вязкость... Преимуществом отечественной брони, как известно, является значительно большая вязкость, немецкая броня менее легированная, но зато и значительно менее вязкая».
На практике это привело к тому, что номинально более мощная броня «Тигра II» при попаданиях (неблагоприятные условия обстрела) давала отколы и расколы — хрупкие поражения брони — даже при её непробитии.
Проектная эффективность бронирования обеспечивалась установкой бронеплит верхней части корпуса и башни под большими углами наклона. Верхний лобовой лист толщиной 150 мм устанавливался под углом 50° к вертикали, что теоретически давало по ходу бронебойного снаряда толщину основной бронеплиты в 233 мм, 120-мм нижний лобовой лист — под таким же, но обратным углом. Верхние (25°) боковые, нижние (вертикальные) боковые и кормовой (30°) листы имели одинаковую толщину — 80 мм. Дно и крыша корпуса — 40—42 мм.
Башня для танка конструкции Порше, устанавливавшаяся на 50 первых «Тигр II», имела обтекаемую форму. Отличительной особенностью башни этого типа также являлось основание командирской башенки, выступавшее за боковую стенку. Бронирование лобовой детали башни составляло 107 мм (10°), бортов и кормы — 80 (20°). В целом, башня имела довольно удачную форму, однако присутствовал и серьёзный недостаток — закруглённая лобовая деталь создавала заметный «заман». Снаряд, попадавший в скошенную часть брони, «отражался» вниз, в относительно тонкую броню крыши корпуса. Башня модели Адерса имела несколько упрощённую конструкцию, но была лишена такого недостатка. Кроме того, толщина лобовой детали была увеличена до 180 мм (10°).
В лобовом листе башни на цапфах устанавливалось 88-мм орудие KwK 43 L/71. Пушка имела внушительные размеры и вес, поэтому требовала мощной платформы. Специально для установки этой пушки внутренний погон башни был увеличен до 1850 мм, а в её передней части оставлено большое пространство для вынесенных вперёд массивных цапф. Пушка прикрывалась маской, бронирование которой на обоих типах башни составляло от 65 до 100 мм. Чтобы уравновесить утяжелённую переднюю часть башни и одновременно облегчить работу заряжающего, в задней части башни разместили крупную кормовую нишу с боеукладкой на 22 выстрела. Несмотря на то, что пушка практически разделяла башню пополам, почти доходя до её задней стенки, башня оставалась в целом достаточно просторной. Полный оборот башни гидроприводом осуществлялся за 19—77 секунд, в зависимости от частоты вращения главного двигателя, который приводил в действие гидропривод поворота башни. Также башню можно было повернуть вручную, сделав 704 оборота ручного маховика наводчика или 680 оборотов маховика заряжающего.
Помимо боеукладок, с внутренней стороны корпуса были размещены многочисленные стеллажи для дополнительного оборудования.
Количество отверстий в корпусе танка и башне свели к минимуму. В лобовом листе в шаровой установке располагался курсовой пулемёт. Люки водителя и стрелка-радиста размещались на крыше корпуса, прямоугольный люк заряжающего — на крыше башни, а командир и наводчик пользовались круглым люком командирской башенки. В задней части башни имелся большой люк (520×476 мм), использовавшийся для загрузки выстрелов, выброса стреляных гильз, экстренной эвакуации экипажа и замены пушки в заводских условиях. В люке имелась амбразура для стрельбы из личного оружия. Ещё одно отверстие (круглое, диаметром 230 мм) располагалось на крыше башни над казённой частью орудия и служило для вентиляции боевого отделения и удаления из него пороховых газов.
В 1944 году большая часть «Тигров II», воевавших на Западном фронте, в целях защиты кормовой части при атаках авиации Союзников получила также броневую защиту жалюзи воздухозаборников силового отделения.

### Вооружение

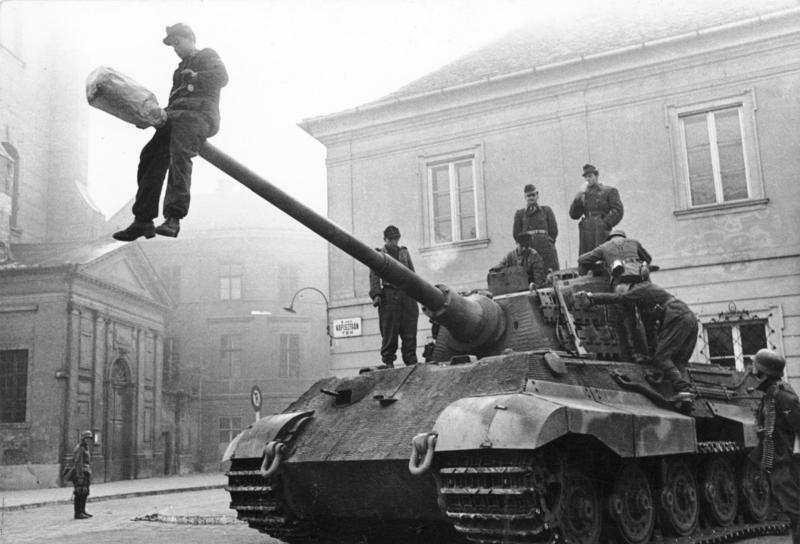
Германские и венгерские солдаты на «Тигре II». Будапешт, октябрь 1944 года

«Тигр II» является одним из немногих примеров в практике мирового танкостроения, когда не орудие проектировалось для танка, а танк — под орудие. Таковым являлась 88-мм нарезная танковая пушка KwK 43 L/71, созданная на базе 88-мм зенитной пушки обр. 1941 года устанавливаемая на танках Тигр. Ряд экспертов с обеих противоборствующих сторон склонны считать KwK 43 L/71 самой мощной пушкой своего класса за весь период Второй мировой войны. По дальности стрельбы и бронепробиваемости пушка превосходила большинство танковых орудий, имевшихся в распоряжении антигитлеровской коалиции.
KwK 43 L/71 — самая длинноствольная танковая пушка из всех, когда-либо применявшихся войсками вермахта. Длина ствола составляла 71 калибр или 6248 мм (с дульным тормозом — 6592 мм). Начальная скорость бронебойного калиберного снаряда составляла 1000 м/с. Бронепробиваемость орудия на дистанции 2000 м при угле встречи 60° (от поверхности брони) составляла 150 мм.
По германским табличным данным, на дистанции в 1000 метров обеспечивались 100% полигонная и 85% боевая расчётная вероятность попадания первым выстрелом в цель типа «танк» размерами 2,5 м × 2 м. На 1500 метров она снижалась до 95 и 61 %, а на 2000 метров — до 85 и 43 % соответственно.
Однако за столь высокие показатели пришлось расплачиваться большими габаритными размерами и большой массой (1605 кг, вся установка с маской — 2265 кг). Кроме того, проблемой для скорострельной пушки являлся высокий износ канала ствола. В связи с этим, пушки танков поздних выпусков имели ствол, состоящий из двух частей. Ещё одной проблемой была большая длина и масса унитарных выстрелов (23,4 кг). По этой причине боекомплект размещался максимально близко к орудию.
Орудие размещалось на цапфах в лобовой части башни при помощи специального уравновешивающего механизма, располагавшегося в башне справа от пушки. Горизонтальное наведение установки осуществлялось поворотом башни, вертикальное, в пределах от −8 до +15° — вручную, при помощи винтового или электрического механизма, в зависимости от поворота рычага. Спусковой механизм пушки — электрического типа, с предохранителем.
| Боеприпасы танковой пушки KwK 43 L/71                                              |                        |                    |                   |                             |                         |
| Тип                                                                                | Обозначение            | Масса выстрела, кг | Масса снаряда, кг | Масса порохового заряда, кг | Начальная скорость, м/с |
| Калиберные бронебойные снаряды                                                     |                        |                    |                   |                             |                         |
| Бронебойный трассирующий остроголовый с бронебойным и баллистическим наконечниками | PzGr.39/43 (PzGr.39-1) | 23,4               | 10,16             | 6,8                         | 1000                    |
| Подкалиберные бронебойные снаряды                                                  |                        |                    |                   |                             |                         |
| Подкалиберный бронебойный                                                          | PzGr.40/43             | 19,9               | 7,3 (7,5)         | 6,8                         | 1130                    |
| Осколочно-фугасные снаряды                                                         |                        |                    |                   |                             |                         |
| Осколочно-фугасный                                                                 | SprGr.43               | 18,7               | 9,4               | 3,8                         | 750                     |
| Кумулятивный                                                                       | Gr.39/43 HL            | 15,35              | 7.65              | 2,0                         | 600                     |

| Таблица бронепробиваемости для KwK 43 L/71 |     |     |      |      |      |
| Снаряд \ Расстояние, м | 100 | 500 | 1000 | 1500 | 2000 |
| PzGr.39/43 (угол 0° от нормали) | 239 | 226 | 211  | 202  | 190  |
| PzGr.39/43 (угол 30° от нормали) | 215 | 203 | 189  | 178  | 166  |
| PzGr.40/43 (угол 30° от нормали) | 260 | 250 | 240  | 230  | 220  |
| Бронепробиваемость по немецким данным для катаной стальной гомогенной брони. В разное время и в разных странах использовались различные методики определения бронепробиваемости. Как следствие, прямое сравнение с данными других орудий может быть затруднено. |     |     |      |      |      |

Орудие оснащалось устройством продувки канала ствола сжатым воздухом. Продувка осуществлялась через две форсунки по обе стороны затворного кольца. Сжатый воздух поступал из компрессора, размещавшегося в боевом отделении под сиденьем наводчика. Позднее была введена бескомпрессорная продувка канала ствола сжатым воздухом, нагнетаемым энергией обратного хода ствола пушки. Продувка канала ствола позволяла эффективно удалять остаточные пороховые газы после выстрела, снижая тем самым загазованность боевого отделения танка.

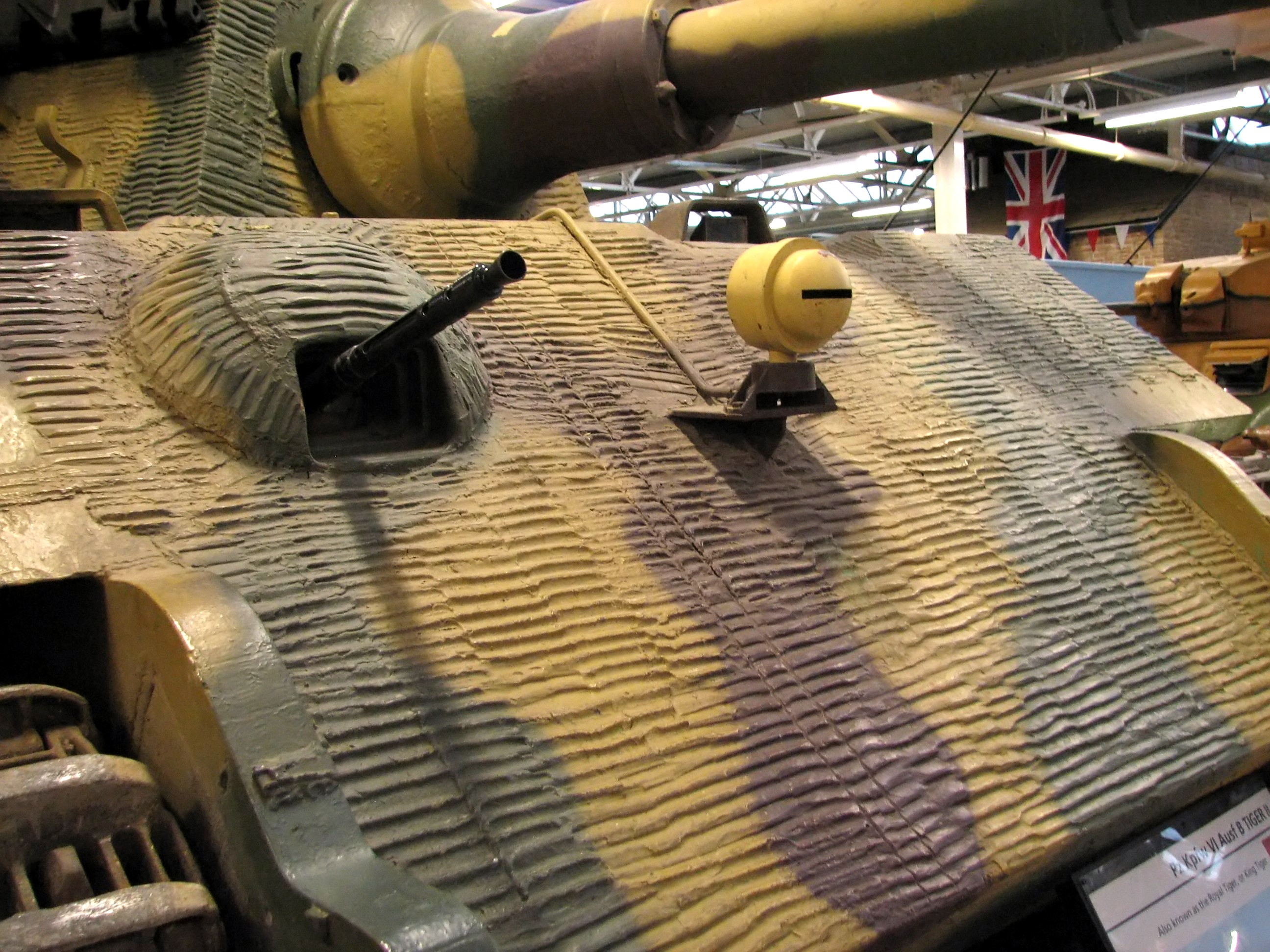
Курсовой пулемёт Mg-34 в шаровой установке «Kugelblende 150» «Тигра II». Видна циммеритовая обмазка.

Боекомплект орудия располагался в лотковых укладках, в надгусеничных нишах в отделении управления и боевом отделении, а также в кормовой нише башни. В нише башни типа Порше размещались 16 выстрелов, тогда как в башне Хеншеля — 22. Данные по численности боекомплекта варьируются от 72 до 77 (для танков с башней Порше) и от 80 до 84 (для танков с башней Хеншеля). В боекомплект входили унитарные выстрелы с калиберными, подкалиберными бронебойными, осколочно-фугасными и кумулятивными снарядами (соотношение между бронебойными и осколочно-фугасными снарядами в боекомплекте танка составляло, как правило, 1 к 1).
Вспомогательное вооружение танка составляли два—три 7,92-мм пулемёта. Один, модели MG-34, размещался в спаренной установке с пушкой, другой, курсовой MG-34 — в лобовом листе корпуса справа, в шаровой установке Kugelblende 150, обеспечивавшей вертикальную наводку пулемёта в пределах −10…+15°, горизонтальную — в пределах ±5°. Для наведения курсового пулемёта использовался телескопический прицел KZF 2, имевший увеличение 1,8× при поле зрения в 18°. Третий пулемёт, модели MG-42, при помощи стандартной турели Fliegerbeschussgerät 42 съёмно устанавливался на командирской башенке большинства танков и предназначался для противовоздушной обороны. На части танков поздних выпусков в спарку с орудием вместо MG-34 также устанавливался MG-42. Общий боекомплект пулемётов составлял 5850 патронов в 39 лентах по 150 штук.
В качестве дополнительного вооружения, «Тигр II» оборудовался мортирой «Nähkampfgerät» («устройство ближнего боя») калибром 26 мм, с боекомплектом из дымовых, осколочных и осколочно-зажигательных снарядов. Мортира располагалась в крыше башни танка справа и предназначалась для защиты от вражеской пехоты на близких дистанциях.

### Средства наблюдения и связи
Для наведения на цель спаренной установки на танках ранних выпусков использовался бинокулярный шарнирный телескопический прицел TZF 9d/1, в дальнейшем заменённый монокулярным TZF 9d. TZF 9d/1 имел переменное увеличение 3× при поле зрения 26°, либо 6× при поле зрения 13°. TZF 9d имел переменное увеличение 2,5× при поле зрения 25°, либо 5× при поле зрения 12,5°. Прицел был откалиброван на стрельбу бронебойными снарядами на дистанцию до 3000 м, осколочно-фугасными — до 5000 м и из спаренного пулемёта — до 1200 м. Высокое качество оптики фирмы Carl Zeiss позволяло добиваться попаданий на дистанциях 2500 м, а иногда и свыше.
В передней части крыши корпуса танка монтировались смотровые приборы механика-водителя и стрелка-радиста, защищённые П-образными скобами. В верхней части лобового листа слева был сделан вырез для обеспечения максимального обзора механику-водителю. На крыше башни устанавливалась стандартная для немецких танков позднего периода Второй мировой войны командирская башенка с семью смотровыми приборами. Из башенки командир танка имел весьма удовлетворительный обзор (хотя в походном положении предпочитал ехать, высунувшись из люка по плечи). Все смотровые щели были защищены бронестёклами.
На лобовом бронелисте — слева от курсового пулемёта — устанавливалась фара, оснащённая колпаком светомаскировки.
На танк устанавливалась штатная радиостанция FuG 5. Мощность радиостанции составляла 10 Вт, частоты работы передатчика и приёмника — 27 200—33 000 кГц, дальность передачи — 4 км.
На командирские танки на базе «Тигра II» в дополнение к штатной радиостанции также устанавливались:
- На танки Sd.Kfz. 268, предназначенные для связи в звене «рота — батальон» — FuG 7 (мощность — 20 Вт, частота работы передатчика и приёмника — 42 100—47 800 кГц, дальность передачи — 30 км).
- На танки Sd.Kfz. 267, предназначенные для связи в звене «полк — дивизия» — FuG 8 (мощность — 30 Вт, частота работы передатчика — 1130—3000 кГц, частота работы приёмника — 580—3000 кГц, дальность передачи — 10 км)[11].

Для внутренней связи все танки оснащались стандартным переговорным устройством на 5 абонентов.

### Двигатель и трансмиссия
«Тигр II» оснащался V-образным 12-цилиндровым четырёхтактным карбюраторным двигателем жидкостного охлаждения, производящийся фирмой «Майбах», модели HL 230 P30. Двигатель имел рабочий объём в 23 095 см³ и развивал номинальную максимальную мощность в 700 л. с. при 3000 об/мин, однако на практике обороты двигателя обычно не превышали 2500 в минуту, что вызывало снижение реально развиваемой мощности. Так, в руководстве по эксплуатации танка мощность HL 230 PL указывалась как 600 л. с. при 2600 об/мин. Двигатель располагался в моторном отделении вдоль продольной оси танка. Система питания двигателя включала в себя семь топливных баков общей ёмкостью 860 л, соединённых между собой, так что заправка производилась через единую горловину. Пять из семи баков находились в моторном отделении, тогда как остальные два, общей ёмкостью около 340 литров, размещались в боевом отделении под укладками боекомплекта. Четыре радиатора системы охлаждения, общей ёмкостью 114 л, соединялись по два последовательно и размещались по бокам двигателя.
На поздние модели устанавливался X-образный 16-цилиндровый дизельный двигатель фирмы Simmering, разработанный специально для «Тигра II». В базовой модели имел мощность 960 л. с. при 2000 об/мин. Модификация «F» имела мощность около 1200 л. с. за счет увеличения эффективности всех элементов и установки системы турбонаддува.
Трансмиссия «Тигра II» включала в себя:
- карданный вал, соединявший моторное отделение с трансмиссионным;
- многодисковый главный фрикцион с трением рабочих поверхностей в масле, встроенный в коробку передач;
- 12-ступенчатую (+8;-4) коробку передач безвального типа с постоянным зацеплением шестерён, центральной синхронизацией и индивидуальными тормозами, модели Maybach OLVAR OG(B) 40 12 16B;
- стояночный тормоз, встроенный в коробку передач;
- двухпоточный механизм поворота по типу двойного дифференциала, обеспечивавшим 16 устойчивых радиусов поворота вперёд и 8 назад (по 2 на каждой передаче) и поворот вокруг собственного центра масс на нейтрали, модели Henschel L801;
- двухрядные комбинированные бортовые передачи с разгруженным ведомым валом;
- дисковые механические бортовые тормоза, модели Argus Motoren LB 900.4.

Сервопривод коробки передач обеспечивал переключение передач одним движением рычажка на панели механика-водителя, автоматически выключая главный фрикцион и прежнюю передачу, производя синхронизацию и включая новую передачу и главный фрикцион. В случае выхода сервопривода из строя, водитель имел возможность переключать передачи и вручную. Трансмиссия имела свою систему охлаждения смазочного масла, с размещением радиатора в боевом отделении. Циркуляция воды в радиаторе не производилась, вместо этого вода в нём заменялась вручную по мере необходимости.

### Ходовая часть

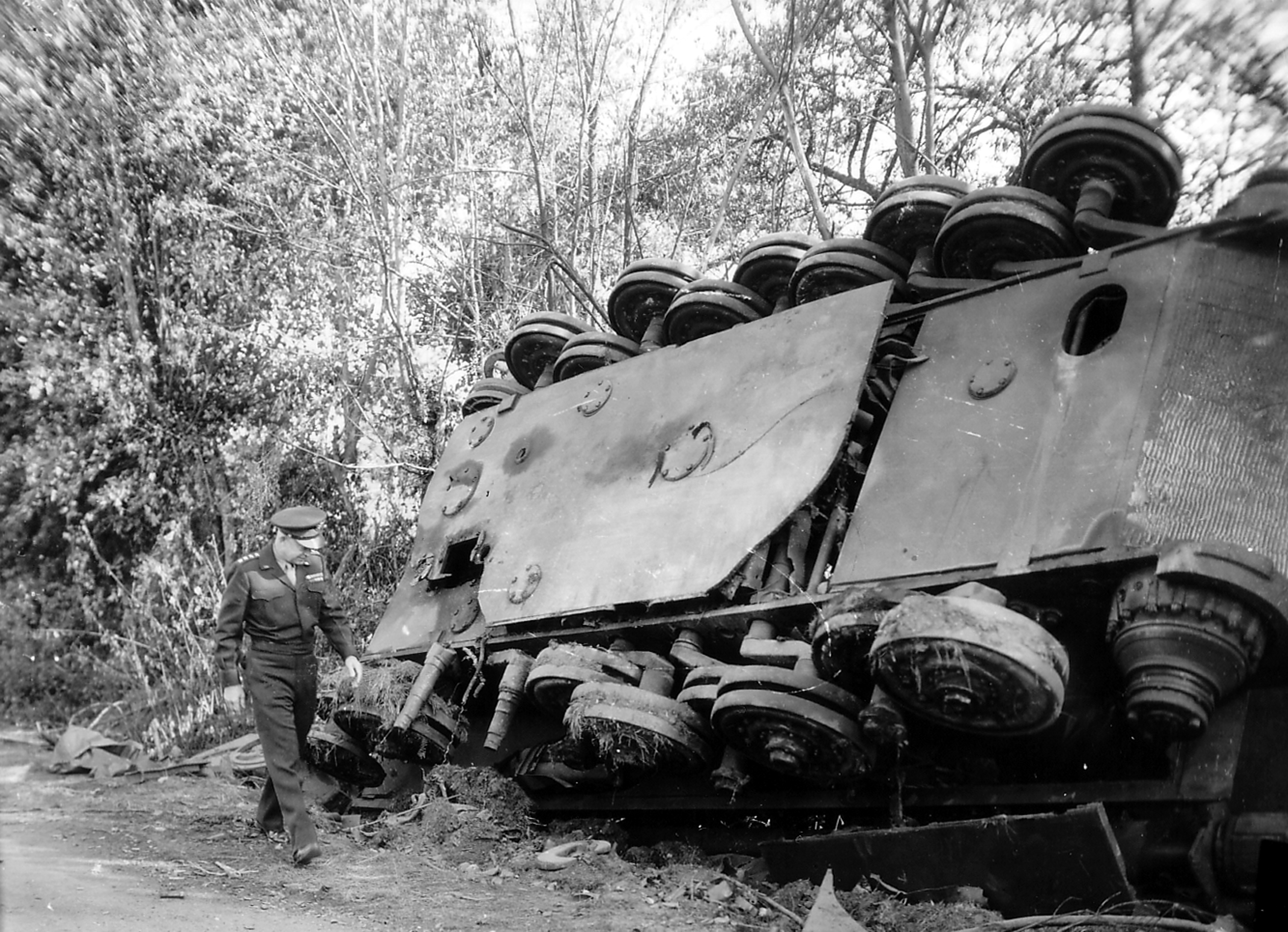
Генерал Эйзенхауэр проходит мимо перевернувшегося «Тигра II». Видна конструкция опорных катков со стальным ободом, август 1944

Ходовая часть «Тигра II» с каждого борта состояла из 9 сдвоенных опорных катков с внутренней амортизацией, ленивца и ведущего колеса переднего расположения. Поддерживающих катков не имелось. Опорные катки — штампованные, диаметром 800 мм и шириной одиночного катка в 95 мм. Подвеска опорных катков — индивидуальная, торсионная, первый и последний катки были снабжены гидравлическими амортизаторами, расположенными внутри корпуса. Катки были расположены в шахматном порядке: 5 катков опирались на внешнюю часть гусеницы, а 4 — на внутреннюю.
Гусеницы танка — модели Kgs 73/800/152, стальные, мелкозвенчатые, цевочного зацепления, каждый из 92 траков шириной 818 мм и с шагом 152 мм. Каждая гусеница состояла из 46 двухгребневых траков и 46 гладких, чередующихся между собой. Помимо этого на танк могли ставиться транспортные гусеницы, уменьшавшие его ширину для перевозки по железной дороге. Транспортные гусеницы собирались из траков Kgs 73/660/152 шириной 658,5 мм, из которых собирались и боевые гусеницы танка «Пантера».
Несмотря на общее увеличение боевой массы машины и снижение удельной мощности двигателя (в сравнении с «Тигром I»), благодаря конструкции ходовой части проходимость «Королевского тигра» на пересечённой местности удалось удержать на приемлемом уровне. В частности, благодаря применению широких гусениц удельное давление на грунт по сравнению с «Тигром I» было снижено с 1,09 до 1,06 кг/см². Танк мог преодолевать подъёмы крутизной до 35°, рвы шириной до 2,5 м и вертикальные стенки высотой до 0,85 м. Глубина брода, преодолеваемого без предварительной подготовки, составляла 1,6 м. Правда, оперативная подвижность танков оставалась невысокой. Немалую роль в этом играла необходимость менять гусеницы при переброске танков по железной дороге, а преодоление водных преград вплоть до конца войны оставалось труднорешаемой задачей.

## Машины на базе «Королевского тигра»

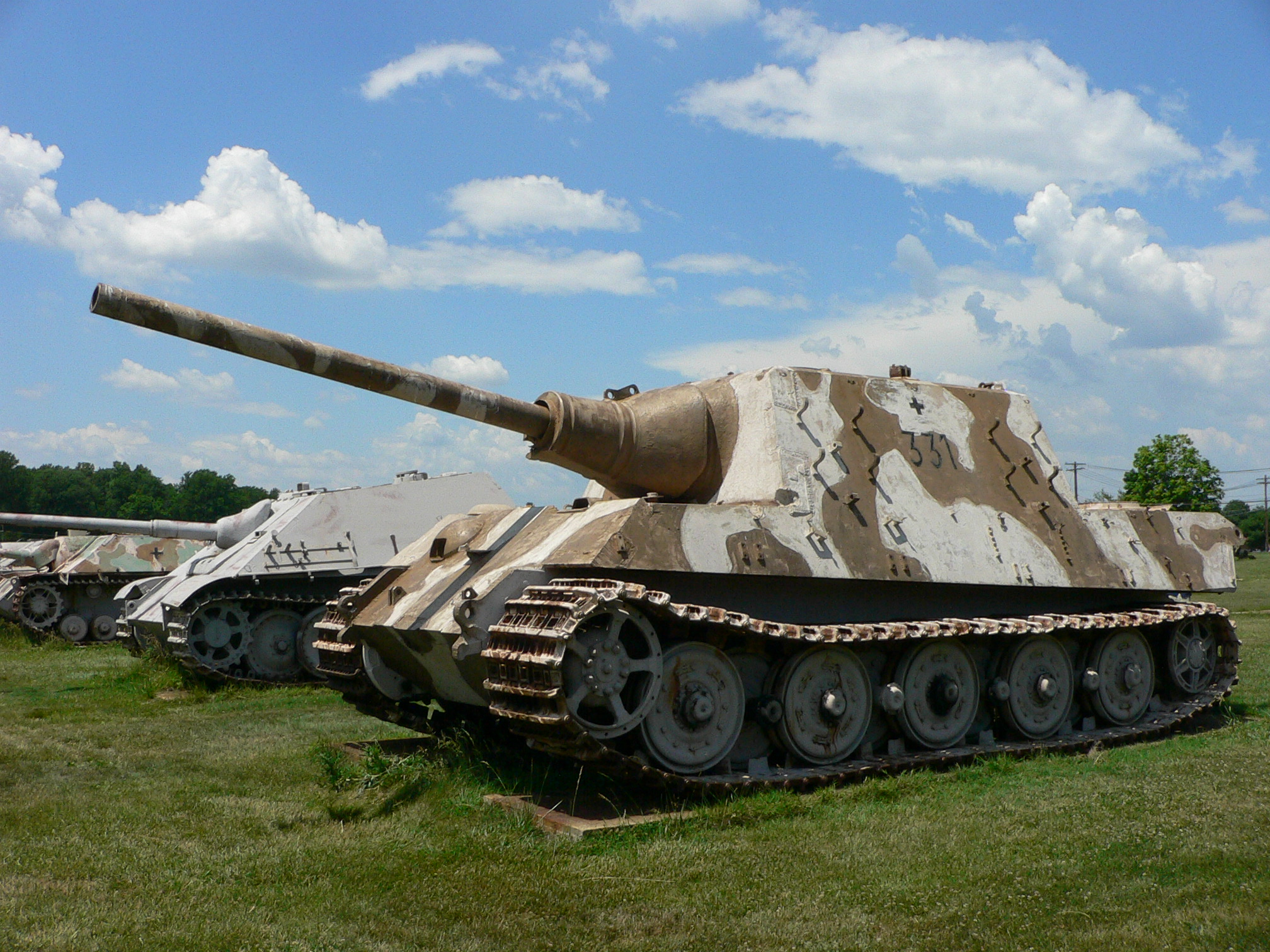
«Ягдтигр» в музее Абердинского полигона

«Ягдтигр» (нем. Jagdtiger), полное официальное название Panzerjäger Tiger — самоходная артиллерийская установка (САУ) класса истребителей танков. По германской ведомственной системе обозначений военной техники носил индекс Sd.Kfz. 186. При боевой массе в 75 тонн, «Ягдтигр» стал самым тяжёлым серийно производившимся образцом бронетехники всех времён. САУ базировалась на удлинённом шасси «Тигра II» и вооружалась 128-мм пушкой PaK 44 с длиной ствола 55 калибров, размещавшейся в рубке с толщиной лобового бронирования в 250 мм. В ходе серийного производства в 1944—1945 годах было выпущено, по разным данным, от 70 до 79 САУ этого типа. Выпущенные машины поступали на вооружение 512-го и 653-го тяжёлых противотанковых батальонов, действовавших на Западном фронте. Из-за малочисленности, проблем со снабжением и ещё более снизившейся по сравнению с танком надёжности, эффект от применения «Ягдтигров» оказался в целом невелик, несмотря на то, что при умелом использовании и удачном стечении обстоятельств они проявляли себя эффективным противотанковым оружием — так, одному из «Ягдтигров» в одном бою удалось уничтожить 19 «Шерманов».
Также, по немецким данным, из линейных «Королевских тигров» в 1944—1945 годах было переоборудовано 18 БРЭМ, однако какие-либо данные по их применению отсутствуют.

## Организационно-штатная структура
«Королевские тигры» изначально предназначались для замены «Тигров» в войсках, вследствие чего поступали исключительно на вооружение батальонов тяжёлых танков (нем. Schwere Panzer Abteilung), как сухопутных войск (нем. Schwere Heeres Panzer Abteilung — s.H.Pz.Abt.), так и СС (нем. Schwere SS Panzer Abteilung — s.SS.Pz.Abt.). Никаких специальных формирований для «Тигров II» не создавалось. Тяжёлый танковый батальон имел 45 «Тигров II» и организационно состоял из штаба, имевшего 3 танка, и трёх танковых рот, имевших по 14 танков — по два в штабе роты и по четыре в каждом из трёх её взводов. В случае нехватки «Тигров II», батальон доводился до полной силы «Тиграми I». В общей сложности, «Королевские тигры» состояли на вооружении следующих тяжёлых танковых батальонов: сухопутных войск — 501-й (позднее переименованный в 424-й), 502-й (511-й), 503-й, 505-й, 506-й, 507-й, 509-й, 510-й и 511-й; СС — 101-й (501-й), 102-й (502-й) и 103-й (503-й).

## Служба и боевое применение

### Восточный фронт
Первое применение «Тигров II» на Восточном фронте состоялось 13 августа 1944 года в районе Сандомирского плацдарма, близ деревни Оглендув (в бой шёл 501-й тяжёлый танковый батальон), однако, как и в случае с «Тиграми I», начало оказалось неудачным. В бою у Оглендува двумя Т-34-85 из засады были уничтожены три новейших танка, ещё один повреждён.
На этом направлении советские танкисты ожидали атаку тяжёлых танков противника и подготовили комбинированную танково-артиллерийскую засаду, в которой участвовали, среди прочего, 122-мм пушки А-19 и тяжёлые самоходные артиллерийские установки ИСУ-152. В ходе боя с 53-й гвардейской танковой бригадой, по немецким данным, было подбито 11 машин, по советским данным 13. За трое суток непрерывных боёв в период с 11 по 13 августа 1944 года в районе местечек Сташув и Шидлув войсками 6-го гвардейского танкового корпуса было захвачено и уничтожено 24 вражеских танка, 12 из которых являлись новыми тяжёлыми танками «Тигр II». Причём три «Тигра II» (башенные номера 102, 502, 234) были брошены экипажами и захвачены в исправном состоянии. По словам советского участника этого боя, группа Т-34-85 выскочила из леса на поле, где находились танки «Тигр II», которые увязли в грунте приблизительно на 20 см, потеряв подвижность. Т-34-85 быстро сблизились, смешались и стали обстреливать «Тигры II», башни которых не успевали вращаться. В результате, экипажи «Тигров II» вынуждены были покинуть свои обездвиженные машины и бежать с поля боя, не подорвав брошенную технику. Танки 102 и 502 были доставлены в Кубинку и подвергнуты всесторонним испытаниям, последний сейчас находится в экспозиции музея в Кубинке.
В это же время 1-я гвардейская танковая бригада полковника В. М. Горелова 8-го гвардейского механизированного корпуса достигла леса около Хмельника. Батальон гвардии майора В. А. Жукова ночью наткнулся на 16 танков, экипажи которых спали в стоящей рядом избе. Только три немецких экипажа успели вскочить в машины. Пока немецкие танки разворачивались, огнём танков Т-34 были перебиты их гусеницы. Танки были захвачены заправленными горючим с полным боекомплектом. Машины передали в 3-й батальон, где имелись свободные экипажи.
Считается, что последний из уничтоженных в бою «Королевских тигров» был подбит в Берлине 2 мая 1945 года в районе моста Шпандау.

### Западный фронт

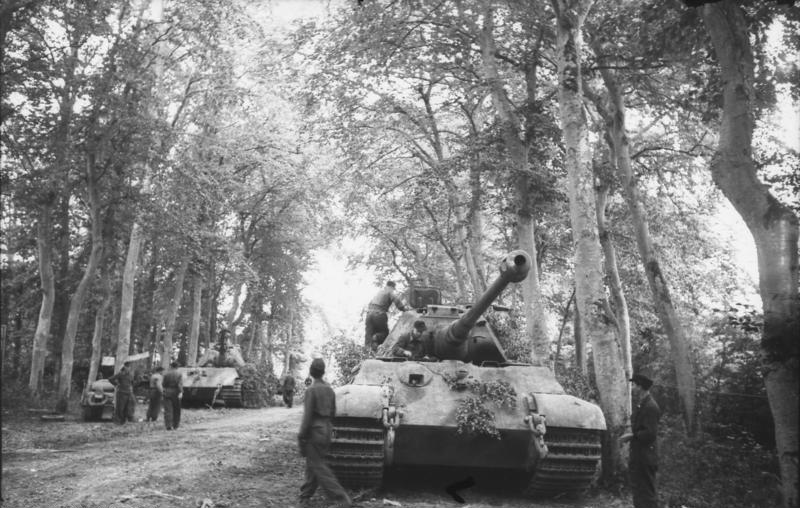
«Тигры II» 503-го тяжёлого танкового батальона

Первой частью, получившей на вооружение «Тигры II», стала 316-я рота Танковой учебной дивизии (нем. Panzer-Lehr-Division), 14 марта 1944 года получившая первые пять серийных танков. Эти пять машин в дальнейшем использовались только в учебно-тренировочных целях и в конце концов были уничтожены, чтобы не допустить захвата наступающими войсками антигитлеровской коалиции. Первой же боевой частью на Западном фронте, вооружённой новыми танками, стал 503-й батальон тяжёлых танков. Из-за задержек с производством, батальон получил лишь 12 «Тигров II», тогда как остальные 33 его танка составляли «Тигры I». 27 июня батальон был отправлен на фронт и 7 июля прибыл в Дрё. По прибытии батальон был придан 22-му танковому полку 21-й танковой дивизии, которая вела бои с британскими войсками в районе Кана. В первом же бою батальону удалось подбить 12 танков «Шерман». На следующий день, 18 июля, в рамках начавшейся операции «Goodwood», позиции 503-го батальона (как и позиции других немецких войск, сосредоточенных у Кана) подверглись массированному налёту авиации.
Боевые действия показали высокие качества «Тигров II», оказавшихся в лобовой проекции малоуязвимыми для имевшихся противотанковых средств. Невысока была против них эффективность даже новейших 90-мм орудий САУ M36 и 76,2-мм пушки QF 17 pounder. Помимо этого, для борьбы с новыми танками применялся массированный огонь полевой и тяжёлой артиллерии. Батальон постепенно терял свои танки, как в боях, так и в результате поломок, и к 6 августа в нём оставалось лишь 11 машин. 3-я рота батальона была выведена для перевооружения прибывшими 27—29 июля четырнадцатью «Тиграми II». С 12 августа батальон вёл бои в районе реки Орн, но в ходе последующих боёв и отступления, в августе — сентябре 1944 года, 12 из 14 «Королевских тигров» были потеряны, в основном из-за поломок или невозможности переправы через реки. Лишь два танка из состава роты были в конце концов возвращены в тыл для вооружения новых подразделений.

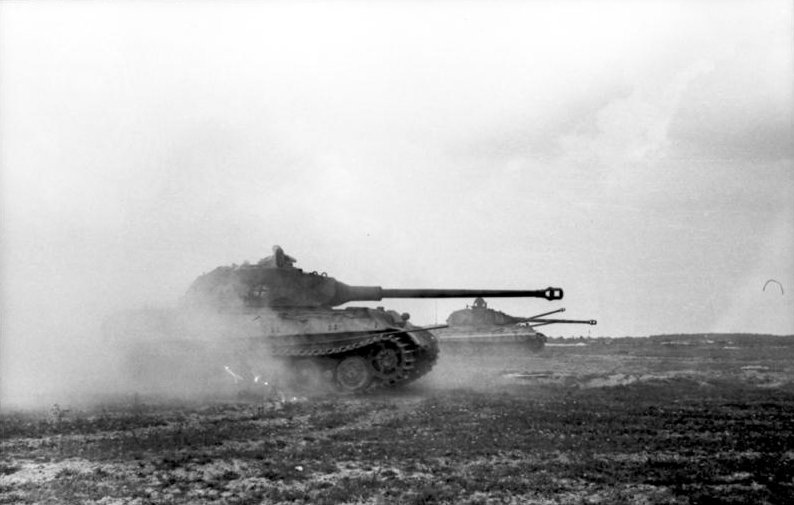
«Тигры II» из состава 3-й роты 503-го тяжёлого танкового батальона на полном ходу на полигоне недалеко от Труа. Франция, август 1944

101-й тяжёлый танковый батальон СС для восполнения боевых потерь получил для своей 1-й роты 14 «Тигров II», поставленных с 28 июля по 1 августа, однако в последующих за этим боях и массовых отступлениях в августе — начале сентября, все машины вскоре были потеряны. 9 сентября батальон был выведен в тыл для перевооружения, причём планировалось, что две из рот батальона будут вооружаться «Тиграми II», тогда как третья — «Ягдтиграми». Однако эти планы были отменены личным приказом Гитлера, запретившего подобную смешанную структуру тяжёлых танковых батальонов. Поступление же самих «Тигров II» задерживалось из-за проблем с производством, но в итоге между 17 октября и 3 декабря батальон получил 34 этих танка и с «Тиграми I», составлявшими остаток машин, убыл 5 декабря на фронт. Там батальон был придан 1-й дивизии СС «Адольф Гитлер», вместе с ней принял участие в Арденнском наступлении и вместе с ней капитулировал 9 мая 1945 года.
Первым тяжёлым танковым батальоном, полностью перевооружённым новыми машинами, стал 506-й, с 20 августа по 12 сентября получивший 45 «Тигров II». 22 сентября батальон был отправлен на фронт, в Голландию, для участия в отражении британского наступления. Батальон сражался на самых разных участках вплоть до весны 1945 года, приняв участие в Арденнском наступлении. По состоянию на 5 апреля, в батальоне оставалось ещё 7 боеспособных танков, но в итоге 14—15 апреля он капитулировал вместе с другими немецкими войсками, окружёнными в районе Рура.
С марта 1945 года с Восточного фронта был отозван 507-й батальон, получивший в том же месяце 21 «Тигр II» для действий на Западном фронте. Принять участие в боевых действиях он уже не успел, так как получил приказ об отступлении в район Пльзеня для сдачи англо-американским войскам, но поскольку наступающие советские войска отрезали пути для отступления, 12 мая батальон сдался советским войскам. Ещё 16 «Тигров II», в том числе последние 13 выпущенных машин этого типа, забранных прямо с завода, получили третьи роты 510-го и 511 батальонов. С 1 апреля они вели бои в районе Касселя. Помимо этих частей, в последние месяцы войны в бой в составе различных частей были брошены все доступные «Тигры II», включая выделенные для учебных или испытательных целей, и даже прототип «Тигра» Порше.

## Оценка машины

### Конструкция
Поскольку ко времени разработки «Тигра II» соответствующая агрегатная база для машины подобной массы отсутствовала, в его конструкции были лишь с небольшими изменениями использованы двигатель и трансмиссия «Тигра I». Хотя это и принесло свои плюсы в виде унификации между обеими машинами, «Тигр II» превосходил своего предшественника по массе примерно на 20 %, что привело к крайней перегрузке этих узлов и резкому снижению их надёжности. Особенно остро выделялись недостатки ходовой части, постоянные отказы которой приводили к тому, что около трети танков этого типа выходили из строя ещё на марше. Наиболее часты были поломки бортовых передач, изначально спроектированных для 40-тонной машины, которые разрушались через 250—300 км пробега, зубцы ведущих колёс изнашивались до полной непригодности через 300 км пробега, перегруженный двигатель сильно перегревался — заклинивало коленвал, происходило возгорание двигателя. Проблемы приносила и новая конструкция ходовой части, так как из-за просчёта конструкторов гребни гусениц часто заклинивались между опорными катками, смещавшимися за счёт внутренней амортизации. Всё это усугублялось низкой в большинстве случаев подготовкой механиков-водителей, вдобавок проходивших обучение на других танках и обычно получавших «Тигры II» за несколько дней до отправки на фронт. С другой стороны, по данным на 15 марта 1945 года, в боеспособных, несмотря на тяжёлое положение с запчастями и возможностью ремонта в тот период, числились 59 % от числа всех «Тигров II», что немногим уступало соответствующему показателю Pz.Kpfw. IV — 62 % и заметно превосходило показатель «Пантер» — 48 %.
Кроме всего прочего, «Королевский тигр» требовал проведения профилактики основных агрегатов после каждых трёх дней боёв, что в условиях отступления, недоукомплектованности танковых частей и слабеющего тыла было крайне затруднительно. Из-за избыточного веса проходимость и манёвренность танка была удручающей, что сильно снижало его тактические возможности, и одновременно делало его удобной целью для более подвижных и лучше «сбалансированных» танков и самоходок войск антигитлеровской коалиции. Вместе с тем, в заключении об испытаниях трофейного «Тигра II» в США, производившихся в 1945 году, его манёвренность оценивалась как достаточно хорошая, а его проходимость — как превосходящая многие другие танки. Можно добавить, что по собственным немецким данным периода ВМВ в нормальных условиях местности без «грязевых морей» «Тигр II» оценивался опытными немецкими командирами-танкистами (например, командиром наиболее заслуженного батальона тяжёлых танков — 503) как технически надёжный танк, но ими же и отмечалось, что в условиях распутицы количество поломок по причине возраставшей нагрузки на узлы резко возрастало. Американские специалисты, изучая конструкцию машины, пришли к выводу, что единственная проблема этого танка — отсутствие узлов необходимого качества, производство которых в Рейхе, испытывавшем сырьевой голод, было попросту невозможным.
Причиной расхождения оценки могут являться условия, в которых «Тигр II» испытывался и реально применялся. Очевидно, что полигонные условия не шли ни в какое сравнение с теми, что представлялись на реальных театрах военных действий, например, во время боёв в Венгрии зимой — весной 1945 года — обледенелые дороги, гористая местность, леса, раскисший грунт во время оттепелей. Вполне логично, что машина весом почти 70 тонн теряла ходовые характеристики значительно сильнее своих лёгких и средних «собратьев».

### Оценка конструкции танка советскими инженерами
В ежемесячном научно-техническом журнале «Вестник танковой промышленности» за октябрь 1944 г. (№ 10) приводится следующая оценка танка (судя по фото, оценка во многом производилась на основе изучения захваченной в августе 1944 года исправной машины с бортовым номером 502. Кроме того, данное мнение не учитывает последующих исследований об истории и проектировании танка, и содержит предвзятое мнение о конструкции корпуса танка как копии концепции корпуса танка Т-34):

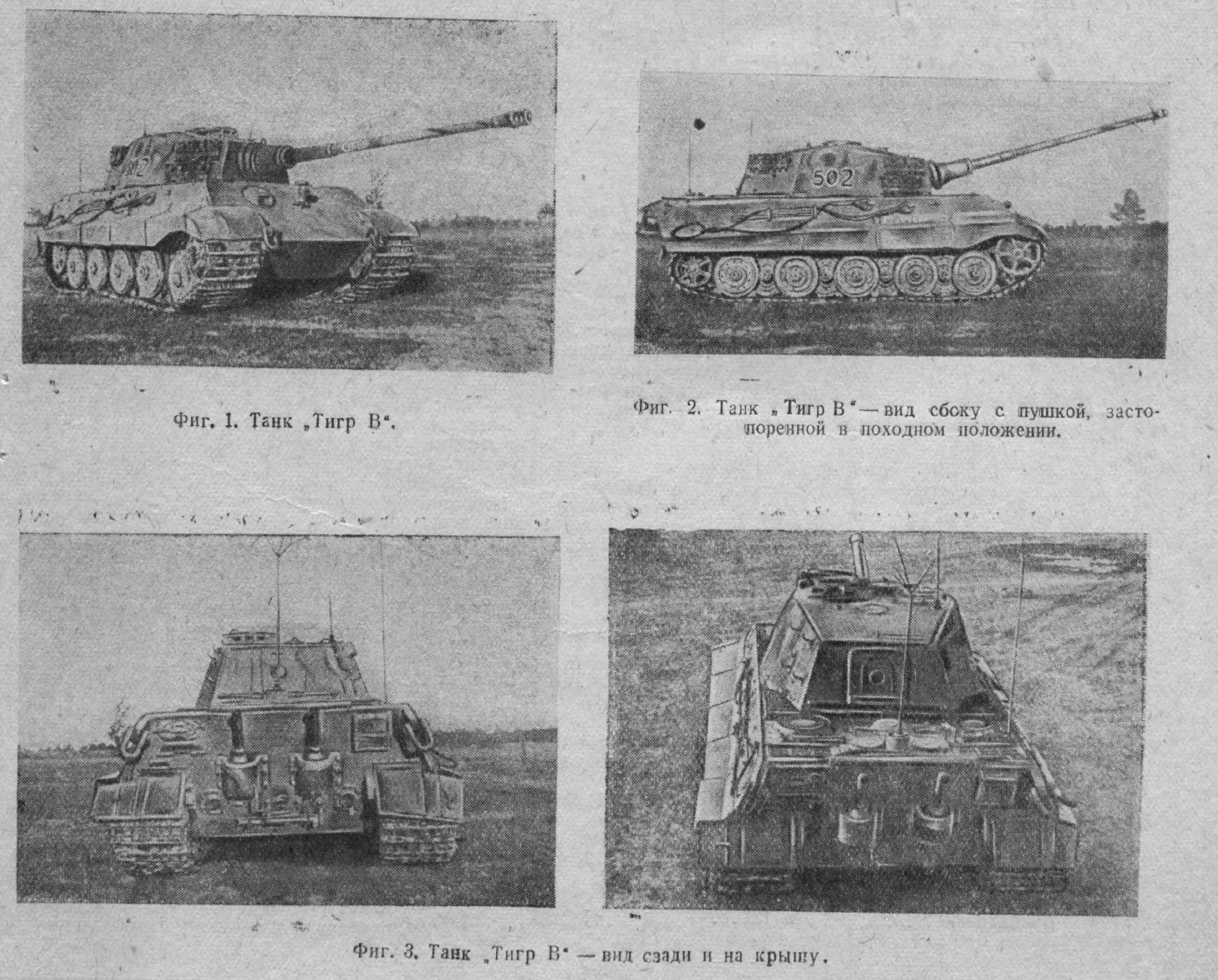
Захваченный в исправном состоянии танк «Тигр-В» с бортовым номером 502 в 1944 году на НИБТ полигоне ГБТУ КА.

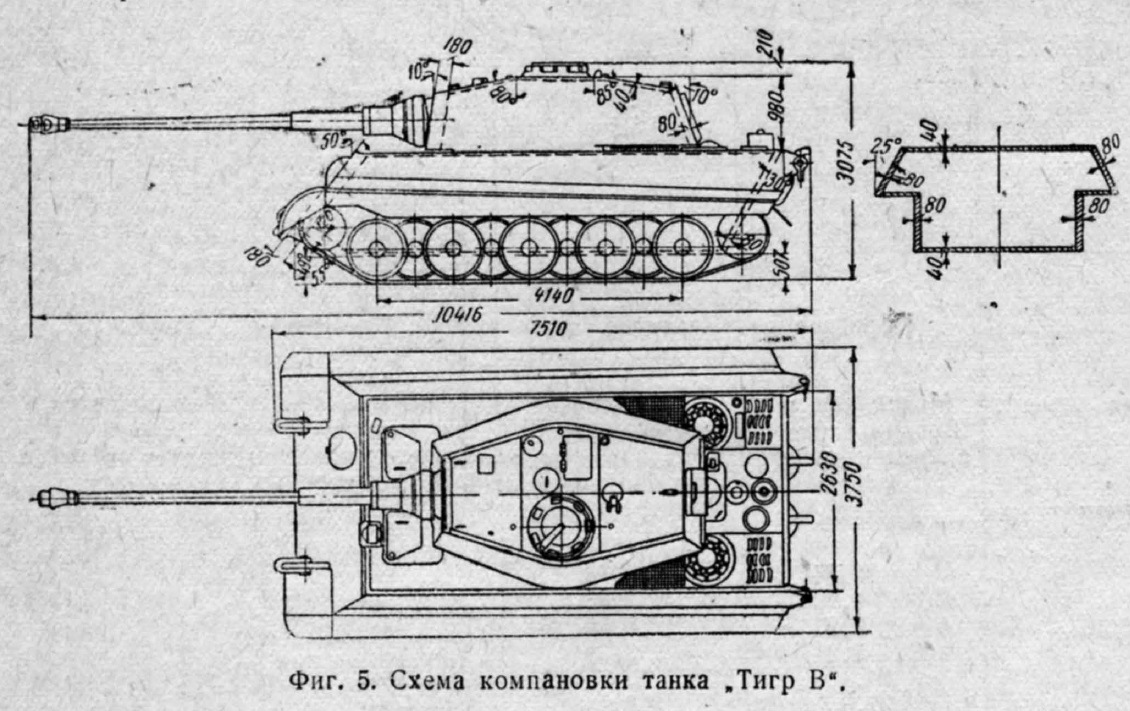
Схема компоновки танка «Тигр-В» составленная советскими специалистами в 1944 году по результатам обследования трофейных машин.

Танк «Тигр В» появился на поле боя летом 1944 г. в тяжёлое для гитлеровцев время, и они рассчитывали, видимо, скорее на моральный эффект, чем на боевые качества танка.
Поспешность выпуска этого танка на поле боя подтверждается незаконченным монтажом ряда трубопроводов для увеличения преодолеваемого брода, наличием на машине наклеек, сделанных на аммиачной бумаге, а инструкция, захваченная в танке, отпечатана на машинке и во многом не соответствует танку.
Танк, вследствие поспешности выпуска, имеет большое количество конструктивных недостатков, главными из которых являются:
1. Бортовая передача разрушается полностью через 250—350 км пробега вследствие недостаточной механической прочности подшипников.
2. Зубцы венцов ведущих колёс, ввиду применения двойного трака с одной цевкой, изнашиваются полностью за 250—350 км и к дальнейшей эксплуатации не пригодны. Кроме того, выход зуба венца из цевки гусеницы не отработан, в результате чего гусеница наматывается на ведущее колесо или проскакивает.
3. Направляющие гребни заклиниваются между дисками опорных катков, так как не учтено изменение профиля между дисками катков, вызванного деформацией резины внутренней амортизации катков.
4. Коробка перемены передач и механизм поворота перегреваются; наспех поставленный резервуар с водой для охлаждения масла КПП, при отсутствии циркуляции воды, не оправдывает своего назначения.
5. Двигатель, благодаря большому весу танка, перегружен и также имеет тенденцию к перегреву и заклиниванию вала, в результате чего на машине введён ряд предохраняющих приспособлений.
Выводы:
Новый немецкий тяжёлый танк «Тигр В» является дальнейшим развитием танка «Пантера» с использованием трансмиссии танка «Тигр Н» и вооружения «Фердинанда».
Компоновка танка и его механизмы не имеют ничего нового по сравнению с ранее выпущенными танками.
Общим принципиальным недостатком танка «Тигр В» является его громоздкость по габаритам и, как следствием, излишне большой вес, что в свою очередь привело к низкой манёвренности, плохой проходимости танка и ненадёжности его в работе.
Бронирование и вооружение танка явно не соответствует его весу. В танке «Тигр В» немцы окончательно перешли не только на форму корпуса танка Т-34, но и скопировали его башню, доказав ещё раз всему миру преимущества классического по корпусу танка Т-34.
В танке «Тигр В» заслуживают внимания:
а) углекислотная противопожарная автоматическая установка для тушения пожара;
б) монокулярный ломающийся призматический прицел с переменным полем зрения;

в) электрообогрев аккумуляторов и термосифонный обогреватель для облегчения запуска двигателя в зимних условиях.

### Вооружение и защищённость
Бронепробиваемость 88-мм пушки KwK 43 обеспечивала «Королевскому тигру» возможность поражения в лобовой проекции любого из стоявших на вооружении во Второй мировой войне танков. Бронирование наиболее защищённых образцов танков, таких как M26 и поздних модификаций «Черчилля» на Западном фронте и ИС-2 на Восточном фронте, не обеспечивало защиты от неё на реальных (тактических) дистанциях боя. Совершенный для своего времени комплекс приборов наблюдения обеспечивал «Тигру II» высокие возможности обнаружения целей, а высококачественная оптика в сочетании с большой дальностью прямого выстрела и хорошей точностью орудия позволяла танку добиваться попаданий на дистанциях до 4 км.
Что же касается защищённости танка, то даже лобовая проекция танка, несмотря на значительную толщину бронелистов и их наклонное расположение, не являлась неуязвимой. По оценкам немецких специалистов, самым большим недостатком «Тигра II» было низкое качество применявшейся стальной брони. Это было обусловлено, в том числе, снижением количества легирующих элементов в броневой стали вследствие потери Германией к 1944 году ряда источников снабжения цветными металлами, в частности, молибдена. Бронеплиты «Королевского тигра» обладали меньшей вязкостью по сравнению с бронёй «Тигра I».
Лобовой лист корпуса в большинстве случаев пробивался орудием Д-25Т калибра 122-мм с расстояния 1000—1500 м при попадании в стык лобовых листов (впрочем, схожий эффект давало попадание в стык лобовых бронелистов любого танка того периода). Попадание 2—3 осколочно-фугасных снарядов калибра 100, 122 и 152 мм приводило к образованию трещин, сколов и частичному разрушению сварных швов. Это, в свою очередь, означало резкое ухудшение бронезащиты или даже полный выход танка из строя. По данным, полученным в ходе обстрела трофейного «Королевского тигра» в Кубинке в 1944 году, бронебойные снаряды 100-мм полевой пушки обр. 1944 г. БС-3 и 122-мм танковые пушки Д-25Т давали сквозное пробитие лба корпуса только при попадании в кромки или стыки бронеплит. Более уязвимой, несмотря на бо́льшую толщину, являлась лобовая деталь башни, расположенная с незначительным углом наклона. 100-мм и 122-мм орудия пробивали её уже с расстояния в 1500 м. По западным данным, единственным орудием, способным пробить броню «Тигра II», являлась 76-мм британская противотанковая пушка QF 17 pounder, появившаяся в конце войны. При использовании подкалиберных снарядов с отделяющимся поддоном она пробивала лоб башни с 1100 ярдов (1000 м), а нижнюю лобовую бронеплиту корпуса — с 1200 ярдов (1100 м). Однако эти данные показывают лишь теоретические возможности орудия, в реальности же снаряды такого типа отличались низкой точностью и малым заброневым действием, а также были склонны к рикошету при попадании в наклонную броню. Т. Йенц в своей монографии упоминает, что не удалось найти ни одной фотографии «Королевского тигра» с лобовой бронёй, пробитой в боевых условиях.
Более уязвимыми являлись борта танка. 85-мм советские пушки Д-5Т и С-53 пробивали их с расстояния 1000—1500 м (в зависимости от угла встречи и точности попадания). Американская 76-мм пушка M1 поражала «Тигр II» в борт с расстояния 1000—1700 м. Советские 76-мм пушки ЗИС-3 и Ф-34 поражали его в борт в лучшем случае с 200 метров, американское 75-мм орудие M3 с 400 м (по другим данным, борт «Тигра II» вообще не пробивался орудиями ЗИС-3 и Ф-34). По западным данным, 85-мм пушка могла пробить борт башни уже с 800 ярдов, борт корпуса — с 500 ярдов, а сравнительно небольшой вертикальный участок борта — даже с 1500 ярдов. Корма корпуса, имевшая больший наклон, могла быть пробита только со 100 ярдов. ИС-2, по тем же данным, мог пробивать борта на расстоянии более полутора тысяч ярдов, корму же — лишь с 900 ярдов. На Западном фронте, вооружённые 75-мм пушкой «Шерманы» и британские танки были малоэффективны даже против бортовой брони, пробивая лишь её вертикальный участок и лишь на дистанции в 100 метров. Значительно лучшие результаты показывали «Шерманы» с 76-мм орудием, способные пробить разные участки борта с дистанции, соответственно, 1100, 900 и 1800 ярдов, а корму — с 400 ярдов. Лучшими возможностями обладала 76-мм пушка QF 17 pounder, пробивавшая бортовую и кормовую броню «Тигра II» практически на всех реальных дистанциях боя. К концу войны ситуация с бронезащитой ещё более ухудшилась из-за падения качества немецкой броневой стали за счёт снижения содержания в ней дефицитных легирующих металлов (молибдена, никеля). Кроме того, страдало и качество сборки бронекорпусов, вызывая дополнительные проблемы в бронезащите танка.

### Оценка боевого применения
Не вызывает сомнения тот факт, что «Королевский тигр» в дуэльной ситуации превосходил все танки как по защищённости, по кучности стрельбы и уровню бронепробиваемости пушки. Однако, во-первых, подобные столкновения «один на один» были относительно редки, а во-вторых, к концу войны советские войска уже имели определённый опыт борьбы с немецкой тяжёлой бронетехникой. Советские танкисты старались вести манёвренный бой, для которого «Тигр II» подходил менее всего. К примеру, при обследовании «Королевских тигров», подбитых в ходе Балатонской операции, было выяснено, что 90 % попаданий приходилось в бортовые и кормовые бронедетали.
Таким образом, для большинства советских танков и САУ заключительного периода Великой Отечественной войны «Королевский тигр» не являлся неуязвимым противником. Однако не следует забывать, что и советские танки были весьма уязвимы для снарядов орудия KwK 43 L/71. Ещё больше осложняла борьбу с «Королевским тигром» сравнительно высокая скорострельность его орудия. Таким образом, действуя в обороне, из засад, как истребитель танков, «Королевский тигр», управляемый опытным экипажем, был для советских танкистов предельно опасен и мог уничтожить несколько танков прежде, чем он сам будет обнаружен и обезврежен. В этом случае снижалась роль низких ходовых качеств танка. Однако обстановка на фронтах в большинстве случаев диктовала иную тактику действия «Тигров II», резко снижающую их эффективность.
Что же касается бронетехники союзников, то американские и английские танки не были способны эффективно противостоять «Королевскому тигру». Этим объясняется тот факт, что на Западном фронте союзники чаще всего использовали против «Тигров II» авиацию. В частности, 18 июля 1944 года (на следующий день после разгрома 503-м тяжёлым танковым батальоном 148-го королевского танкового полка), в рамках начавшейся операции «Goodwood», позиции немецких войск у города Кан, в том числе и позиции 503-го тяжёлого танкового батальона, бомбило около 210 самолётов.
Таким образом, можно утверждать, что по комплексу «огневая мощь — броневая защита» танк «Королевский тигр» был одним из сильнейших танков — участников Второй мировой войны. Однако многочисленные недостатки его конструкции, особенно в силовой установке и ходовой части, большая масса, низкая надёжность, а также оперативно-тактическая обстановка, не позволявшая в полной мере использовать преимущества «Тигра II», обусловили общий достаточно низкий потенциал машины и не дали «Королевскому тигру» оказать существенное влияние на ход боевых действий заключительного периода Второй мировой войны.

### Отзывы ветеранов
Обер-лейтенант Отто Кариус, 2-я рота 502-го батальона тяжёлых танков:
Если вы про Königstiger (Тигр II), то я не вижу никаких реальных усовершенствований — более тяжёлый, менее надёжный, менее манёвренный.
Унтерштурмфюрер Карл Бромман, 1-я рота 503-го батальона тяжёлых танков СС:
Сражаясь на «Королевском тигре», я смог с первого выстрела вывести из строя ИС-2 с дистанции 1700 метров. Это был удачный выстрел! В бою не следует пренебрегать удачей. За этот шанс, я предпочитал «Королевские тигры» обычным «Тиграм».

## Аналоги
Прямых аналогов «Королевского тигра» не существовало. Танк имел очевидную направленность на истребление себе подобных, что не позволяет в полной мере соотносить его с советским тяжёлым танком прорыва ИС-2, ориентированным в первую очередь на преодоление укреплённых позиций и поддержку пехоты. Однако, их бронирование лба корпуса и противотанковые возможности орудия были крайне близки, а резко снизившееся в 1944 году качество приборов наблюдения Германии сократило разрыв между ними.
Танки США и Великобритании - M26 «Першинг», «Черчилль» и M6, по своим характеристикам даже близко не подошли к «Тигр II», и также как и ИС-2, основной своей целью они имели поддержку пехоты и прорыв линий обороны. Единственными условными аналогами по массе можно считать советские танки ИС-7 и КВ-5, но как и ИС-2, они предназначались главным образом для прорыва мощных оборонительных полос противника. Это делает сравнение танков не совсем корректным, однако в литературе «Тигр II» и ИС-7 сравниваются именно по этому показателю.

## Сохранившиеся экземпляры

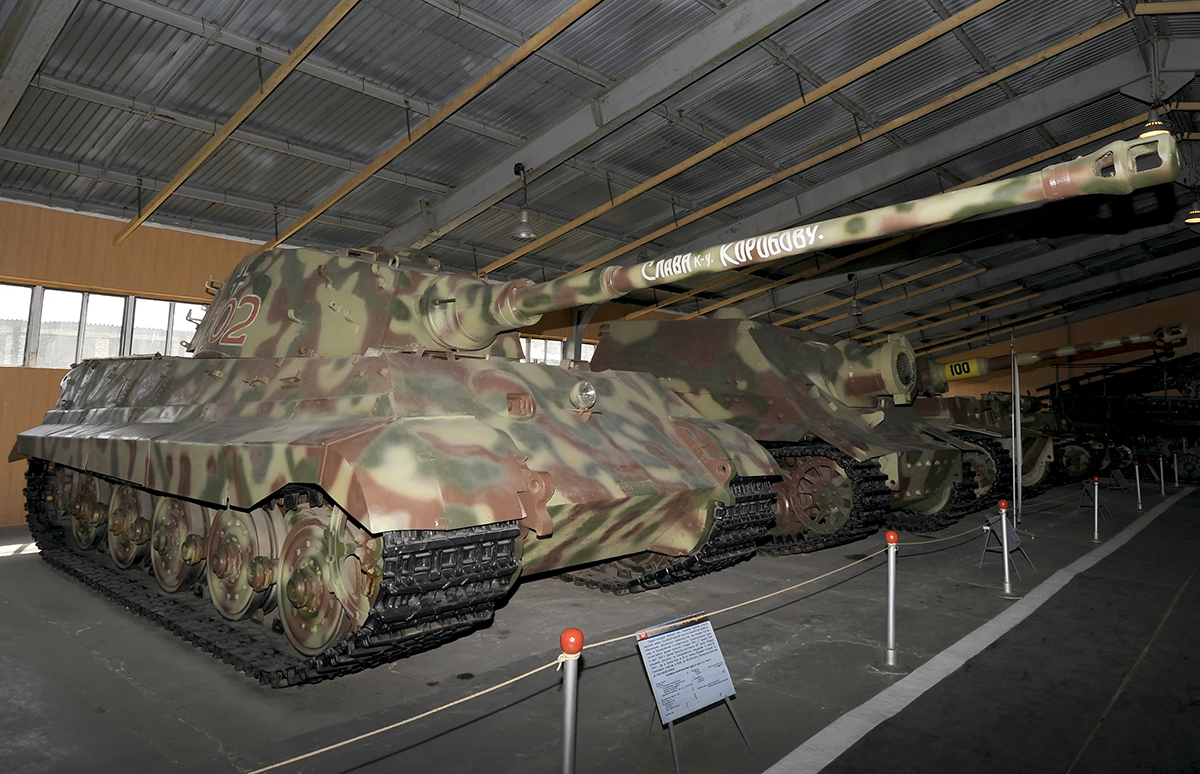
«Королевский тигр» в бронетанковом музее в Кубинке (Россия)

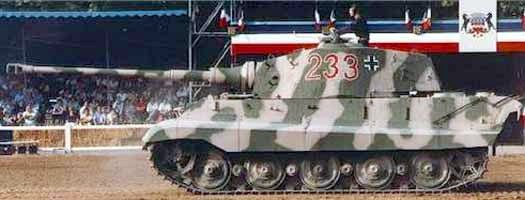
«Королевский тигр» музея в Сомюре (Франция) на ходовой демонстрации в 1990 году

В музеях сохранилось восемь экземпляров «Тигра II», причём четыре из них принадлежали к одному и тому же 503-му тяжёлому танковому батальону и были захвачены в Арденнах:
- Россия — Бронетанковый музей в Кубинке, «Тигр II» из состава 501-го тяжёлого танкового батальона, захваченный 13 августа 1944 года в районе Сандомирского плацдарма (захвачен днём раньше, 12 августа 1944 года, во время атаки Оглендува) младшим лейтенантом Оськиным и капитаном Ивушкиным в 22.30. Танк Т-34-85 с расстояния в 250 метров бронебойным снарядом выстрелил в задний броневой лист. Броня пробита не была, однако сколом сорвало гусеницу с ленивца. В виду невозможности боя экипаж танк покинул, имеет боеприпасы;
- Бельгия — «Тигр II» в военном музее в Ла-Глезе;
- Великобритания:
  - Танковый музей в Бовингтоне — два «Тигра II», в том числе единственный сохранившийся экземпляр с башней типа «Порше»;
  - Военный колледж в Шрайвенхеме;
- Германия — «Тигр II» в танковом музее в Мунстере, возвращённый из США в 1960 году;
- США — «Тигр II» в музее Паттона в Форт-Ноксе;
- Франция — Танковый музей в Сомюре, единственный экземпляр «Тигра II», находящийся в ходовом состоянии;
- Швейцария — «Тигр II», переданный Францией после войны. До 2006 г находился в танковом музее в Туне, затем передан в Швейцарский военный музей Фулля (Schweizerisches Militärmuseum Full, Фулль-Ройенталь). У орудия танка отсутствует дульный тормоз и часть ствола[56].

Кроме того, в Военно-историческом музее Дрездена имеется пушка KwK 43 L/71, снятая с подбитого «Тигра II» (с башней Порше).
Во Франции, между Фонтене-Сен-Пер и Мант-ла-Жоли в воронке от взрыва погребён танк «Тигр II», потерянный 26 августа 1944 года. Башня была извлечена в 2001 году, корпус по состоянию на 2022 год всё ещё находится под землёй.

### Комментарии
1. ↑  У танка не было привычных надгусеничных полок. А были экраны («фартуки», нем. schürzen), ЗИП на них не крепились.

### Сноски
1. ↑  Точный перевод нем. «Königstiger» — «Бенгальский тигр»
2. 1 2 3  Шмелёв, 2001, с. 48.
3. ↑  Jarymowycz, Roman (2001). Tank Tactics: from Normandy to Lorraine. Boulder: L. Rienner Publishers. p. 258. ISBN 978-1-55587-950-1.
4. 1 2  Jentz, Doyle, 1993.
5. 1 2  инж.-подполковник А.М. Сыч. Новый немецкий тяжёлый танк "Тигр В" // Вестник танковой промышленности : Ежемесячный научно-технический журнал. — 1944. — Октябрь (№ 10). — С. 11.
6. 1 2  В. Н. Шунков. Вермахт. — Минск: Харвест, 2004. — С. 239. — 448 с. — 5000 экз. — ISBN 985-13-1618-0.
7. ↑  Форти, 2002, с. 201.
8. 1 2 3 4 5  Холявский Г. Л. Энциклопедия танков. — С. 229.
9. ↑  Hilary Doyle, Thomas Jentz. Panzer Tracts No.23 – Panzer Production 1933 to 1945. — 2011.
10. 1 2 3  Материалы Протокола осмотра предприятий фирмы «Хеншель и сын АГ» 19—24 апреля 1945 года, взято из кн. Дж. Форти. Германская бронетехника во Второй мировой войне. — С. 199—200. — ISBN 5-17-012229-2.
11. 1 2 3 4  Форти, 2002, с. 186.
12. 1 2 3  Der riesige deutsche «Königstiger» war ein Irrweg Архивная копия от 10 мая 2020 на Wayback MachineVon Sven Felix Kellerhoff. Veröffentlicht am 07.07.2014.
13. ↑  Желтов, Сергеев, 1999, с. 12.
14. ↑  Форти, 2002, с. 181—186.
15. ↑  Thomas L. Jentz: Die deutsche Panzertruppe 1943—1945. Podzun-Pallas Verlag, 1999, S. 279. ISBN 3-7909-0624-7.
16. ↑  Jentz, Doyle, 1993, с. 23.
17. ↑  Ledwoch, 1993, с. 32.
18. 1 2  Форти, 2002, с. 185.
19. 1 2 3 4 5 6 7  Барятинский, 2001, с. 9.
20. ↑  Королевский Тигр. Германский тяжёлый танк / П. Н. Сергеев. — Т. 1. — С. 41.
21. ↑  Королевский Тигр. Германский тяжёлый танк / П. Н. Сергеев. — Т. 2. — С. 20.
22. ↑  Chamberlain, Doyle, 1978, с. 142.
23. 1 2  Королевский Тигр. Германский тяжёлый танк / П. Н. Сергеев. — Т. 1. — С. 40.
24. 1 2  Chamberlain, Doyle, 1978, с. 255.
25. 1 2 3 4 5  Барятинский, 2001, с. 11.
26. ↑  Королевский Тигр. Германский тяжёлый танк / П. Н. Сергеев. — Т. 2. — С. 12.
27. ↑  Королевский Тигр. Германский тяжёлый танк / П. Н. Сергеев. — Т. 2. — С. 18.
28. ↑  Барятинский, 1998, с. 13.
29. ↑  Королевский Тигр. Германский тяжёлый танк / П. Н. Сергеев. — Т. 2. — С. 22.
30. ↑  М. Свирин. Тяжёлый истребитель танков «Ягдтигр». — М.: Экспринт, 2004. — 39 с. — (Бронетанковый фонд). — 3000 экз. — ISBN 5-94038-048-4.
31. ↑  H. Scheibert. Königstiger. Tiger II. — P. 5. — ISBN 3-79090-046-X.
32. ↑  G. Parada. Panzerkampfwagen VI Tiger II Ausf. B Königstiger (англ.). Achtung Panzer!. Дата обращения: 11 января 2009. Архивировано 25 августа 2010 года.
33. ↑  Барятинский, 2008, с. 215.
34. 1 2 3 4  Барятинский, 2001, с. 13.
35. 1 2 3 4  Jentz, Doyle, 1993, с. 37.
36. ↑  Королевский Тигр. Германский тяжёлый танк / П. Н. Сергеев. — Т. 3.
37. ↑  ЦАМО, Фонд 3147, Опись 0000001, Дело 0012, Лист нач док в деле 61
38. ↑  Танки мира. Русич Смоленск 2002. с 116
39. ↑  Н. Попель. Впереди Берлин. АСТ Москва 2001. с 55-58
40. 1 2 3 4  Jentz, Doyle, 1993, с. 38.
41. ↑  Королевский Тигр. Германский тяжёлый танк / П. Н. Сергеев. — Т. 3. — С. 27.
42. 1 2  Королевский Тигр. Германский тяжёлый танк / П. Н. Сергеев. — Т. 3. — С. 26.
43. 1 2  Jentz, Doyle, 1993, с. 34.
44. 1 2  Королевский Тигр. Германский тяжёлый танк / П. Н. Сергеев. — Т. 2. — С. 55.
45. ↑  Франц Куровский. Танковые асы Гитлера. — М.: Яуза-Пресс, 2008. — С. 100. — 736 с. — (III Рейх. Энциклопедия). — 4000 экз. — ISBN 978-5-903339-29-7.
46. ↑  Барятинский, 2001, с. 26.
47. 1 2  Jentz, Doyle, 1993, с. 36.
48. 1 2  Васильченко А. В. Последнее наступление Гитлера. Разгром танковой элиты Рейха. — М.: Яуза-Пресс, 2008. — 350 с. — (Солдат III Рейха). — 5000 экз. — ISBN 978-5-9955-0025-4.
49. 1 2 3  Лобанов А. В. Панцерваффе. Стальной таран Гитлера. — М.: Яуза-Пресс, 2008. — С. 169. — 560 с. — (III Рейх. Энциклопедия). — 5000 экз. — ISBN 978-5-903339-69-3.
50. 1 2 3 4  Барятинский, 2001, с. 20.
51. 1 2  Jentz, Doyle, 1993, с. 35.
52. ↑  Каторин Ю. Ф., Волковский Н. Л., Тарнавский В. В. Уникальная и парадоксальная военная техника. — СПб.: Полигон, 2003. — 686 с. — (Военно-историческая библиотека). — ISBN 5-59173-238-6.
53. ↑  Uwe Feist. Panzerkampfwagen TIGER. — Bruce Culver Ryton Publications, 1992.
54. ↑  А. Смирнов. Танковые асы СССР и Германии. — М.: Стратегия КМ, 2006. — С. 13. — 71 с. — (Фронтовая иллюстрация № 2 / 2006). — 3000 экз. — ISBN 5-90126-601-3.
55. ↑  R. Ehninger. The Tiger I & Tiger II Profile. — P. 32. — ISBN 0-88740-925-3.
56. ↑  Барятинский, 2008, с. 396.
57. ↑  Барятинский, 2008, с. 81.
58. ↑  Craig Moore. King Tiger Tank buried under French Road to be dug up and restored (англ.). Tank-Hunter.com. Дата обращения: 1 декабря 2023. Архивировано 18 июня 2016 года.
59. ↑  Surviving Tiger Tanks (англ.) (PDF). Surviving Panzers (18 мая 2023). Архивировано 29 ноября 2023 года.
60. ↑  Jack beckett. King Tiger Tank under French road now insured for £2 Million (амер. англ.). Tank Historia (13 сентября 2022). Дата обращения: 1 декабря 2023. Архивировано 13 сентября 2022 года.

### На русском языке
- Panzerkampfwagen VI Tiger II Ausf. B (тяжёлый танк). Achtung Panzer!. Дата обращения: 31 июля 2008. Архивировано из оригинала 16 сентября 2008 года.
- PzKpfw VI Ausf. B Tiger II («Королевский тигр»). Броне-сайт.
- Фотографии «Королевского тигра» в экспозиции Бронетанкового музея в Кубинке
- Panzer Kampfwagen VI — КОРОЛЕВСКИЙ ТИГР — ИСТОРИЯ СОЗДАНИЯ И ПРИМЕНЕНИЯ Архивная копия от 9 марта 2010 на Wayback Machine

### На английском языке
- Panzerkampfwagen VI Tiger II Ausf. B Königstiger (англ.). Achtung Panzer!. Дата обращения: 20 августа 2005. Архивировано из оригинала 21 августа 2008 года.
- Germany’s Panzerkampfwagen VI Ausf. B (англ.). World War II Vehicles. Дата обращения: 20 августа 2005. Архивировано 24 августа 2011 года.

### Видео
- Германские танки. Тигр и королевский тигр.
- Проезд Королевского тигра на современном параде